# Hans-Martin Taesch
Hans-Martin Taesch (* 2. April 1937 in Prettin; † 12. Februar 2011) war ein deutscher Politiker (CDU). Er war von 1990 bis 2002 Mitglied im Landtag von Sachsen-Anhalt.

## Ausbildung und Leben
Hans-Martin Taesch besuchte die Volksschule in Prettin und machte eine Lehre im Bauhandwerk. Nach dem Besuch der Berufsschule in Torgau, und der Bauschule in Zittau wurde er 1957 Bauingenieur, 1959 Zimmerermeister und 1960 Maurermeister. 1976 wurde er Prüfingenieur der Bauaufsicht und 1990 zugelassener Bausachverständiger. In den Jahren 1957 bis 1960 arbeitete er als Bauleiter auf Baustellen in Leuna/Bitterfeld, 1960 bis 1965 als Kollektivleiter Hochbauprojekte Cottbus und 1965 bis 1975 bei der Bauhandwerksgenossenschaft Jessen als Bauleiter und Abteilungsleiter. 1975 bis 1990 war er Leiter der Bauaufsicht im Kreis Jessen und Baudezernent.
Hans-Martin Taesch war evangelischer Konfession und verheiratet. Er hatte zwei Kinder.

## Politik
Hans-Martin Taesch war seit 1958 Mitglied der CDU der DDR und dort seit 1972 Mitglied des Kreisvorstandes. 1970 bis 1985 war er Stadtverordneter in Jessen und dort Vorsitzender der Baukommission. Bei der ersten freien Kommunalwahl 1990 wurde er Kreistagsabgeordneter und Beigeordneter sowie Vorsitzender des Aufsichtsrats der Jessener Bau GmbH. Er wurde bei der ersten Landtagswahl in Sachsen-Anhalt 1990 im Landtagswahlkreis Wittenberg II – Jessen (WK 22) direkt in den Landtag gewählt. Im Landtag war er Vorsitzender des Ausschusses für Raumordnung, Städtebau und Wohnungswesen. Bei der Landtagswahl 1994 konnte er sein Wahlkreismandat verteidigen, bei der Landtagswahl 1998 wurde er nicht sofort gewählt, rückte aber am 1. Februar 2002 für Gudrun Schnirch in den Landtag nach.
Er verstarb am 12. Februar 2011.